# Byrzej
Byrzej (bułg. Бързей) – rzeka w południowej Bułgarii. 
Źródło znajduje się obok miejscowości Miładinowo na wysokości 467 m n.p.m. Jest prawym ujściem Charmanlijskiej reki, na wysokości 158 m n.p.m., 1,6 km od Malewa. Rzeka ma 29 km długości oraz powierzchnię dorzecza o wielkości 245 km², co stanowi 25,6% powierzchni dorzecza Charmanlijskiej reki. 
Do Byrzeju uchodzą: 
- lewe dopływy: Ałfatdere, Karamandere.
- prawe dopływy: Kuszutsko dere, Kralewska reka.

Dawniej rzeka nazywała się Jurukdere.